# الكلنبوي
إسماعيل بن مصطفى بن محمود الكلنبوي (1730- 1790) عالم رياضيات عثماني وأستاذ الهندسة في الكلية البحرية في إستانبول عاصمة الدولة العثمانية.
ولد في عام 1730 في بلدة جيلينبي بالقرب من مغنيسية في إيالة آيدين غرب الأناضول. درس في إستانبول حيث ترقى من خلال نظام الامتحانات العثماني إلى رتبة «مدرس» وهي رتبة الأستاذية، في الثالثة والثلاثين من عُمره.
وُثِّقت حياته وعمله بشكل جيد في العديد من المُؤلَّفات العلمية المكتوبة بالإنجليزية والتركية مثل الأطروحة التي كتبها علاء الدين عوجي: «تاريخ المدارس العسكرية في تركيا» (بالتركية: Turkiyede Askeri Okullar Tarihcesi)‏ سنة 1963، نشرها مكتب الأبحاث والتطوير التركي هيئة الأركان العامة، وما كتبه محمد قرەبله: «تطوير نظرية الجدلية والجدل في التاريخ الفكري الإسلامي ما بعد الكلاسيكية» (بالإنجليزية: The development of dialectic and argumentation theory in post-classical Islamic intellectual history)‏.
بناء على طلب من الصدر الأعظم خليل حميد باشا  (1782-1785)، ومن قائد الأسطول العثماني آنذاك حسن باشا جزايرلي (1717-1790)، عُيِّن الكلنبوي أستاذًا لتدريس الرياضيات في الكلية البحرية الجديدة في ناحية قاسم باشا المُطلة على القرن الذهبي في إستانبول حيث عمل مع مصلحين عثمانيين آخرين مثل المهندس العسكري الفرنسي المجري والأرستقراطي فرانسوا دي توت. حصل الكلنبوي على جائزة من السلطان سليم الثالث عن حساباته الباليستية الدقيقة للغاية.
نشر الكلنبوي خمس وثلاثون مقالة علمية بما في ذلك مقالة عن لعبة الشطرنج، مكتوبة باللغتين العثمانية والعربية وله الفضل في إدخال اللوغاريتمات في المناهج العثمانية. من أحفاد الكلنبوي السيد محمد جمال الدين أفندي (1848–1917) قاضي القضاة وشيخ الإسلام في الدولة العثمانية، والسيد بهاء كلنبوي رائد السينما التركية ومصورها، والبروفيسور إيرول كلنبوي في إمبريال كوليدج في لندن.
سميت باسمه مدرسة ثانوية عامة في حي الفاتح في إستانبول.